# Zsupánek Mihály
Zsupánek Mihály, néhol Zsupanek Mihály (szlovénül: Mihael Županek) (Sal, 1830. március 7. – Sal, 1905. január 19., vagy 1898. január 24.) magyarországi szlovén költő. Fia Zsupánek János és unokája Zsupánek Vilmos is foglalkozott irodalommal.
Vas vármegyében született, a Kerka menti Salban Zsupánek földműves Péter és Tolvay Judit kisnemes fiaként. 1852-ben besorozták a császári hadsereg és Észak-Itáliában a francia–osztrák–piemonti háborúban is harcolt, egyebek között részt vett a solferinói ütközetben is. A háború végén, 1859 szeptemberében leszerelték és hazament.
Katonai szolgálata alatt járt a mai Szlovénia területén is, Krajnában, ahol megismerkedett helyi szlovén énekekkel. Több mint valószínű, hogy ezek alapján írta irodalmi alkotásait is. Megtanult ugyanakkor németül és kicsit latinul is.
Szülőhelyén mint segédkántor működött a nagydolányi (ma Dolány) templomban. A régi énekeskönyvekből több éneket is átírt, egyebek között abból az énekgyűjteményből, amit időközben a falu új plébánosa Sbüll Ferenc lecserélt, és új vend nyelvű énekekkel látott el. Zsupánek révén valószínűleg olyan régi énekek is fennmaradtak, amelyek a neves régi martyánczi énekeskönyvből származnak.
Bár a legelfogadottabb, hogy 1905-ben halt meg, viszont volt egy másik Zsupánek János is a faluban, aki 1898-ban hunyt el, s nagyjából annyi idős volt, mint ő. Ezért a Szlovén Biográfiai lexikon ezt is lehetséges elhalálozási dátumként adja meg. Nehezíti a keresést, hogy az 1898-ban meghalt Zsupánek Jánosnak külön nincsen abból az időből a születési anyakönyvben bejegyzése, sőt a Zsupánek igen gyakori név volt akkoriban is Salban.

## Művei
- Peszmaricza (Énekeskönyv) (1865)
- Nedelne peszmi (Vasárnapi énekek, 1867)
- Énekeskönyv (magyar nyelven) (1865. k.)
- Cím nélkül fennmaradt katona énekek (?)
- Csudálatos kép (magyarul) (?)
- Litanije Szrcza Jezus (Jézus Szíve litánia)
- Mrtvecsne peszmi (Halotti énekek) (1875. k.)
- Poszlüsajte krscseniczi (Hallgassátok keresztények) (?)

## Külső hivatkozás
- Slovenski biografski leksikon – Mihael Županek (együtt János és Vilmos életrajza)